# Miguel de Cervantes
Miguel de Cervantes Saavedra (n. 29 septembrie 1547, Alcalá de Henares, Coroana Castiliei – d. 22 aprilie 1616, Madrid, Spania) a fost un romancier, poet și dramaturg spaniol, considerat simbolul literaturii spaniole, autorul celebrului roman „Iscusitul hidalgo Don Quijote de La Mancha” sau prescurtat: „Don Quijote de La Mancha”, în spaniolă „El ingenioso hidalgo don Quijote de la Mancha”, („hidalgo” este un reprezentant al micii nobilimi) pe care mulți critici literari l-au considerat primul roman modern și una din cele mai valoroase opere ale literaturii universale. A fost supranumit „Principele ingeniozității”.

## Viața

### Copilărie și adolescență
Se presupune că Cervantes s-a născut în Alcalá de Henares la 29 septembrie 1547, de Sf. Mihai (după calendarul catolic). A fost botezat la 9 octombrie 1547, în parohia Santa María la Mayor. În certificatul de naștere scrie: „Duminică, a noua zi a lunii octombrie, în anul Domnului o mie cincisute patruzeci și șapte, a fost botezat Miguel, fiul lui Rodrigo Cervantes și al soției sale doña Leonor. L-a botezat reverendul Bartolomé Serrano, preot prin harul dat de Maica Domnului. Martori au fost Baltasar Vázquez, Sacristán și cu mine, care l-am botezat și apoi am semnat. Bachiller Serrano.”
Potrivit unor cervantologi, ca Américo Castro, Daniel Eisenberg și alții, Cervantes era de ascendență cordobeză prin ambii părinți, dar această teorie nu este unanim  acceptată. Se cuvine de subliniat că numele de familie «Saavedra» nu apare în nici un document din tinerețea lui Cervantes și nici nu a fost folosit de frații săi. Inițial, numele oficiale au fost «Miguel de Cervantes Cortinas»; numele «Saavedra» și l-a adăugat numai după eliberarea sa dintr-o închisoare algeriană - probabil pentru a se diferenția de un anume „Miguel de Cervantes Cortinas” care căzuse în dizgrația Curții Regale.
Tatăl său, cu strămoși în Galicia, se numea Rodrigo de Cervantes și era bărbier-chirurg, conform cu obiceiueile din acea epocă. Către anul 1551, falimentar,  Rodrigo de Cervantes s-a mutat, împreună cu familia, la Valladolid. Din cauza datoriilor a fost încarcerat timp de câteva luni și bunurile i-au fost confiscate. În 1556 a plecat la Córdoba pentru a-și lua în primire moștenirea lăsată de Juan de Cervantes, bunicul scriitorului și, pentru a scăpa de creditori.
Nu există date exacte privind primii ani de studiu ai lui Cervantes, care, probabil, nu s-a înmatriculat la universitate. Totuși, se pare că ar fi putut studia în Valladolid, Córdoba sau Sevilla. De asemenea e posibil să fi studiat în cadrul Companiei lui Isus, deoarece nuvela sa „El coloquio de los perros” („Colocviul câinilor”) pornește de la o descriere a colegiului iezuiților, care pare o aluzie la viața sa de student.
În 1566 se stabilește la Madrid. Asistă la ore de gramatică predate de profesorul universitar Juan López de Hoyos, care în 1569 a publicat o carte despre îmbolnăvirea și moartea reginei Isabel de Valois, a treia soție a lui Filip al II-lea al Spaniei. López de Hoyos a inclus în acea carte și trei poezii scrise de Cervantes, pe care l-a numit într-o ocazie „discipolul nostru scump și iubit”. Acestea au fost primele sale manifestări literare. În acei ani Cervantes și-a descoperit pasiunea pentru teatru, văzând reprezentări ale pieselor lui Lope de Rueda și, după cum declară în a doua parte din Don Quijote prin gura personajului principal, „se simțea atras de lumea actorilor”.

### Călătoria în Italia și bătălia de la Lepanto

Bătălia de la Lepanto.

Se pare că Cervantes a decis să se refugieze în Italia în urma acuzației de a-l fi rănit într-un duel pe un anume Antonio Sigura, acțiune ce l-ar fi mâniat pe regele Filip al II-lea al Spaniei. A ajuns la Roma în decembrie 1569. Acolo a citit poemele cavalerești ale lui Ludovico Ariosto și „Dialogurile de amor” ale evreului sefardit León Hebreo, de inspirație neoplatonică, ce aveau să contureze concepția despre dragoste a lui Cervantes. Scriitorul este influențat de stilul acelor autori și de arta italiană în general, fapt demonstrat de una din nuvelele sale „El licenciado Vidriera” (titlul face aluzie la o persoană foarte delicată și timidă), precum și de alte aluzii presărate de-a lungul operei sale.
Cervantes intră în serviciul lui Giulio Acquaviva, care avea să devină cardinal în 1570 și pe care probabil scriitorul l-a cunoscut la Madrid. Cei doi au mers împreună la Palermo, la Milano, în Florența, în Veneția, în Parma sau în Ferrara. După aceea însă, Cervantes s-a angajat ca soldat în compania căpitanului Diego de Urbina, îmbarcându-se pe galera Marquesa. Pe 7 octombrie 1571 a participat în bătălia de la Lepanto, în  cadrul armatei creștine condusă de don Juan de Austria (fratele vitreg al regelui spaniol Felipe al II-lea). Un raport oficial elaborat opt ani mai târziu avea să spună: „Când se putea zări deja armata turcă, în bătălia navală numită, numitul Miguel de Cervantes se simțea rău și avea febră, iar numitul căpitan... și mulți prieteni ai lui i-au spus, că dacă era bolnav și avea febră, să rămână în camera sa de pe galeră; și numitul Miguel de Cervantes a răspuns că ce s-ar spune despre el, și că nu asta ar trebui să facă, și că preferă să moară luptând pentru Dumnezeu și pentru rege, decât să rămână sănătos ascunzându-se... Și s-a luptat plin de curaj cu numiții turci în numita bătălie, în locul unde se dezambarcase, ascultând ordinele căpitanului, împreună cu alți soldați. Și odată terminată bătălia, știind don Juan cât de bine luptase numitul Miguel de Cervantes, i-a crescut onorariul cu patru ducați... Din acea bătălie navală a ieșit rănit de către două săgeți, în piept și în mână, rămânând ciung.”
De aici provine porecla „ciungul de la Lepanto” (în spaniolă "el manco de Lepanto"). În realitate, nu i-a fost amputat brațul stâng, doar i s-a anchilozat după ce o bucată de plumb i-a secționat un nerv și nu a mai putut să-l miște cu atâta ușurință. Se pare că acele răni nu au fost prea grave, deoarece după șase luni de spitalizare în Messina, Cervantes și-a reluat viața militară în 1572. A făcut parte din expedițiile navale în Navarino (1572), Corfú, Bizerta și Tunisia (1573). Toate acestea s-au făcut sub comanda căpitanului Manuel Ponce de León, în regimentul lui Lope de Figueroa, menționat în opera dramatică „El alcalde de Zalamea” („Primarul din Zalamea”) a lui Pedro Calderón de la Barca.
După aceea avea să treacă prin orașe din Sicilia și Sardinia, din Genova și Lombardia. A staționat doi ani în Napoli, până în 1575. Cervantes s-a arătat întotdeauna mândru de participarea sa în bătălia de la Lepanto, care a fost pentru el, după cum avea să scrie în prefața la a doua parte din Don Quijote, „cea mai mare ocazie pe care au putut-o vedea secolele trecute, cel prezent, și pe care nici nu speră să o poată vedea cele viitoare”.

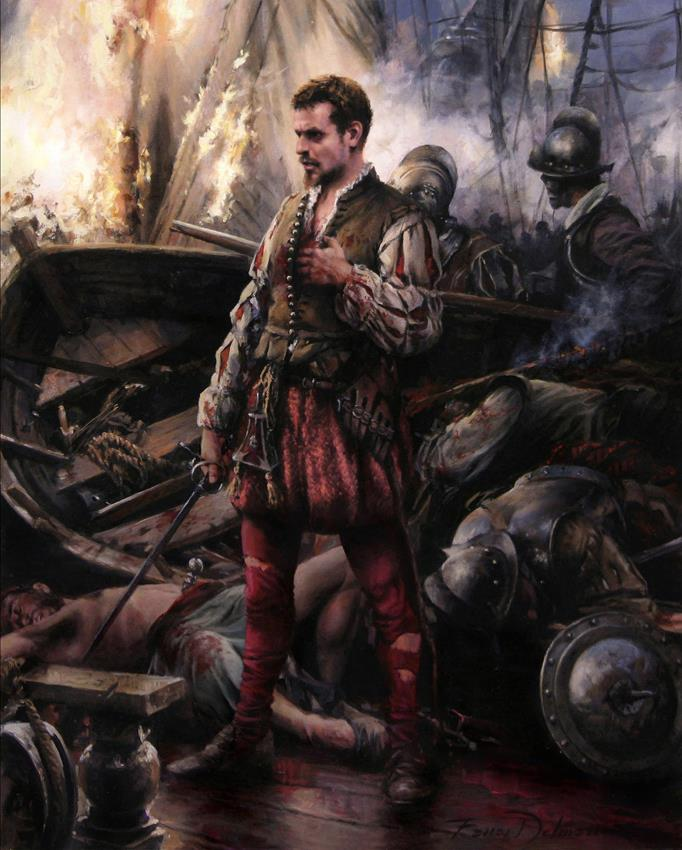
Cel mai vestit infanterist spaniol e, fără îndoială, Miguel de Cervantes, autorul romanului Don Quixote, care a fost rănit în Bătălia de la Lepanto (1571). Alt scriitor vestit, Pedro Calderón de la Barca, a slujit și el alături de infanteriști.

### Detenția în Algeria

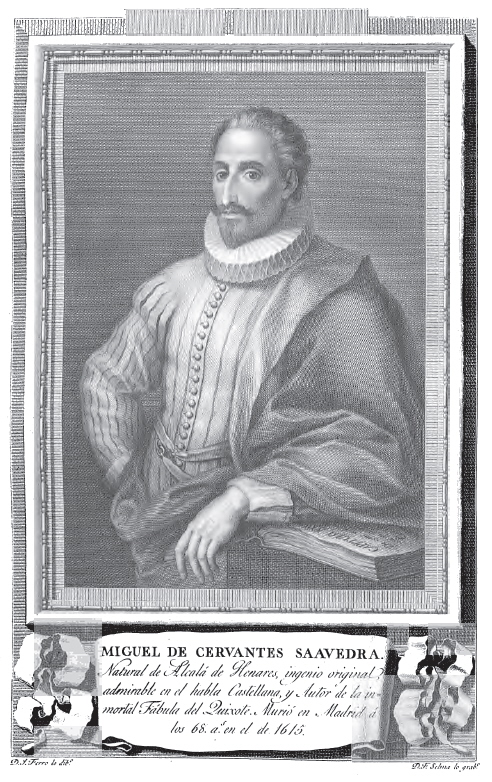
Miguel de Cervantes Saavedra, gravură de Fernando Selma, 1791.

În timp ce se întorcea din Napoli în Spania la bordul galerei Sol, o flotă turcească de dimensiuni reduse, comandată de Arnaut Mamí, i-a făcut prizonieri pe Miguel de Cervantes și pe fratele său Rodrigo pe 26 septembrie 1575, în zona a ceea ce în prezent se numește Costa Brava și au fost duși în Algeria. Cervantes a fost vândut ca sclav renegatului grec Dali Mamí. Faptul că s-au găsit asupra sa scrisori de recomandare semnate de don Juan de Austria și de ducele de Sessa i-a făcut pe răpitori să creadă că Cervantes era o persoană foarte importantă și că puteau obține o recompensă bună. Au cerut 500 „escudos” de aur în schimbul libertății sale.
În cei cinci ani de închisoare, Cervantes, om cu un spirit puternic și foarte bine motivat, a încercat să evadeze de patru ori. Pentru a evita represaliile împotriva colegilor săi de detenție, s-a declarat de fiecare dată unicul responsabil. A preferat să fie torturat mai degrabă decât să fie trădător. Informațiile privind anii de detenție provin din rapoartele oficiale și din spusele lui Cervantes, precum și dintr-o carte care s-a dovedit a fi scrisă tot de marele scriitor, care e posibil să fi exagerat gesturile sale de eroism.
Prima încercare de evadare a eșuat deoarece maurul care trebuia să-l conducă pe Cervantes și colegii săi la Oran, i-a abandonat încă din prima zi. Deținuții au trebuit să se întoarcă în Algeria, unde au fost din nou puși în lanțuri și supravegheați mai atent ca înainte. Între timp, mama lui Cervantes reușise să strângă o anumită sumă de ducați, care nu s-a dovedit suficientă pentru a-i elibera pe ambii fii ai săi. Miguel a preferat să fie pus în libertate fratele său Rodrigo, care, ajuns în Spania, a conceput un plan pentru a-i elibera pe fratele său și pe ceilalți deținuți. Cervantes s-a reunit cu ceilalți deținuți într-o peșteră ascunsă, așteptând venirea unei galere spaniole. Aceasta a venit dar nu a reușit să se apropie de coastă și până la urmă a fost capturată. Creștinii ascunși în peșteră au fost descoperiți datorită trădării unuia dintre ei, poreclit „el Dorador”. Cervantes s-a declarat unicul responsabil pentru organizarea evadării și guvernatorul turc al Algeriei a decis înlănțuirea sa și închiderea într-un loc bine păzit, unde avea să rămână vreme de cinci luni.
Al treilea plan de evadare a fost gândit de Cervantes cu scopul de a ajunge până la Orán pe uscat. A trimis acolo pe un maur credincios cu scrisori pentru generalul Martín de Córdoba, în care i se explica planul și i se cerea un ghid. Din păcate, mesagerul a fost prins și scrisorile descoperite. Ele arătau clar că Miguel de Cervantes plănuise tot. A fost condamnat să primească două mii de lovituri, dar sentința nu s-a executat deoarece au intervenit mulți în sprijinul său.
Ultima încercare de evadare s-a produs mulțumită unei sume importante de bani pe care i-a înmânat-o un negustor venețian prezent în Algeria. Cervantes a achiziționat o fregată capabilă să transporte șaizeci de deținuți. Când totul era deja aranjat, unul din cei care trebuiau să fie eliberați, fostul doctor dominican Juan Blanco de Paz, a dezvăluit planul guvernatorului turc. Drept recompensă trădătorul a obținut un „escudo” și un ulcior de untură. Guvernatorul l-a mutat pe Cervantes într-o închisoare și mai sigură, chiar în palatul său. După aceea, s-a hotărât să-l ducă la Constantinopol, de unde fuga ar fi fost practic imposibilă.
În luna mai a anului 1580, au ajuns în Algeria doi reprezentanți ai ordinului creștin denumit „Părinții trinitari”, care se ocupa cu eliberarea deținuților, uneori acceptând să fie luați ei înșiși deținuți în schimbul eliberării captivilor. Era vorba de călugării Antonio de la Bella și Juan Gil, care dispunea de doar 300 sute de escudos, a încercat să-l elibereze pe Cervantes, pentru care se cerea însă 500. Călugărul a făcut apel la negustorii creștini prezenți în zonă pentru a strânge suma care lipsea. A reușit tocmai când guvernatorul se pregătea să plece spre Constantinopol, pe 19 septembrie 1580 Cervantes fiind eliberat. Ajuns în Spania pe 24 octombrie, a staționat un timp la Valencia, iar în luna noiembrie sau decembrie s-a întors, împreună cu familia sa, la Madrid.

### Întoarcerea în Spania

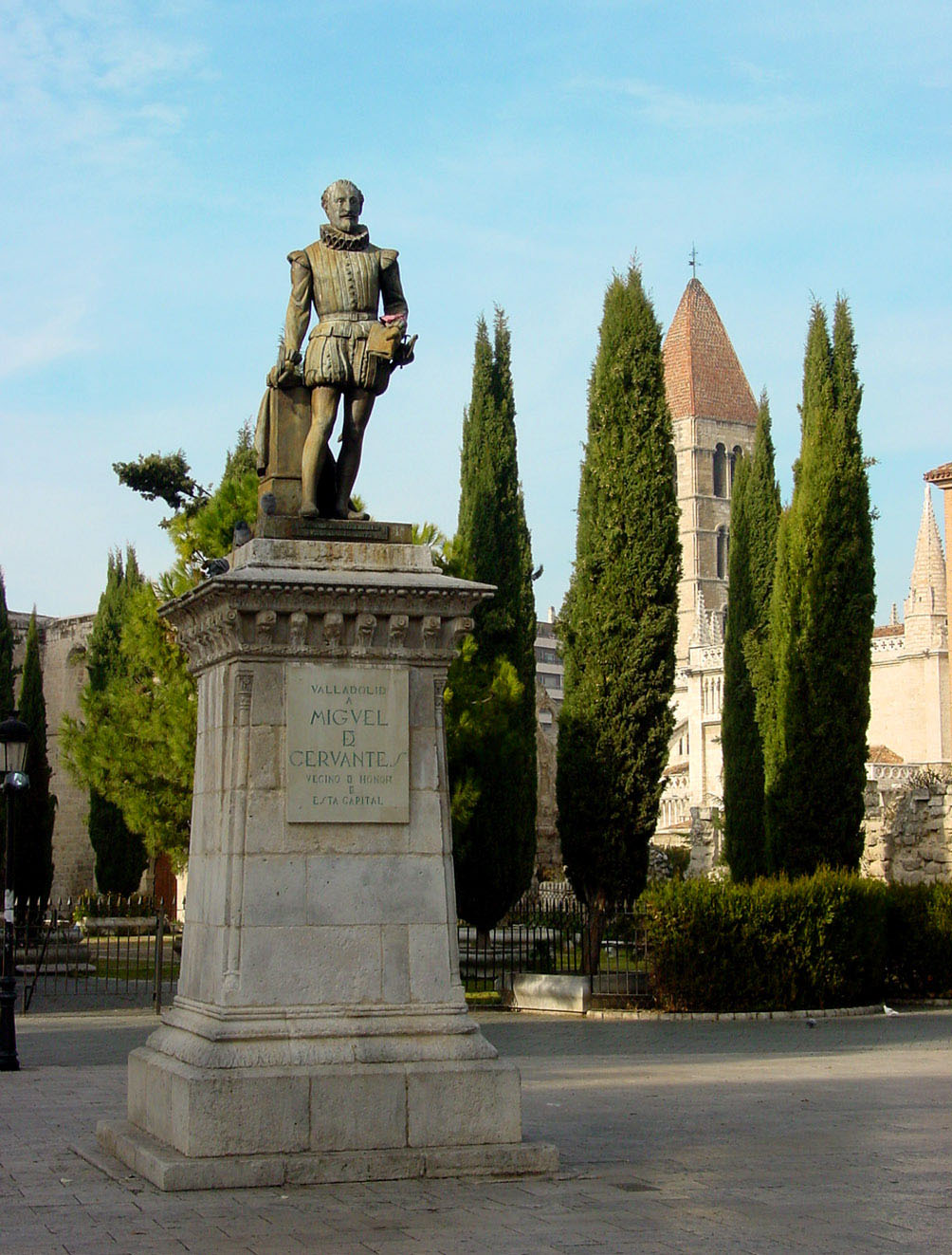
Statuie a lui Cervantes în Piața Universității din Valladolid

În luna mai a anului 1581 Cervantes s-a mutat în Portugalia, unde își avea pe atunci sediul Curtea lui Filip al II-lea al Spaniei, cu scopul de a găsi o modalitate de a-și reface viața și a plăti din datoriile contractate de familia sa pentru a-l elibera din Algeria. A fost trimis cu o misiune secretă în Oran, deoarece avea multe cunoștințe privind cultura și obiceiurile din nordul Africii. Pentru munca sa a primit 50 de escudos. S-a întors la Lisabona și, spre sfârșitul anului, s-a îndreptat către Madrid. În februarie 1582, solicită, fără succes, să ocupe o funcție rămasă vacantă în Indii. Tot în acești ani, scriitorul întreține relații amoroase cu Ana Villafranca de Rojas, soția lui Alonso Rodríguez, un crâșmar. Din această relație a rezultat o fetiță, botezată Isabel de Saavedra, pe care scriitorul a recunoscut-o. 
Pe 12 decembrie 1584, Cervantes se căsătorește cu Catalina de Salazar y Palacios, într-un sat din provincia Toledo. Catalina era o tânără care nici nu împlinise douăzeci de ani și care nu avea cine știe ce zestre. Se consideră că această căsnicie n-a fost doar sterilă, ci pur și simplu un eșec. La doi ani de la căsătorie, Cervantes își începe lungile călătorii prin Andaluzia.
E foarte probabil ca Cervantes să fi scris prima sa operă literară importantă, „La Galatea”, între anii 1581 și 1583, carte publicată prima dată la Alcalá de Henares în anul 1585. Până atunci Cervantes publicase doar câteva compoziții în versuri, ca parte a unor antologii de diverși poeți.
La Galatea a apărut împărțită în șase capitole, reprezentând doar „prima parte” a operei. Cervantes a promis că o va continua; cu toate acestea, n-a ajuns niciodată la imprimerie. În prefața sa, opera este calificată drept „eglogă” și autorul insistă asupra veșnicei sale pasiuni pentru poezie. E vorba de o nuvelă pastorală, specie introdusă în Spania de Jorge de Montemayor. Se pot observa în nuvelă influențe din călătoriile scriitorului ca soldat în Italia.
Matrimoniul însă n-a durat. A divorțat de soția sa după doi ani de căsătorie, fără să fi avut vreun copil. Cervantes nu o menționează deloc pe soția sa în numeroasele sale texte autobiografice, deși e cel care a introdus în literatura spaniolă tema divorțului (printr-un intermediu intitulat „Judecătorul divorțurilor”), imposibil într-o țară catolică. Se presupune că matrimoniul a fost nefericit, deși în intermediu autorul susține că „cel mai slab concert valorează mai mult decât cel mai bun divorț”.

### Ultimii ani
În anul 1587 călătorește în Andaluzia în calitate de comisar al aprovizionării pentru Armada Invencible. Pe timpul anilor săi de comisar, face de nenumărate ori drumul între Madrid și Andaluzia, trecând prin Castilia-La Mancha. Acesta este itinerariul lui Rinconete și al lui Cortadillo.
Se stabilește la Sevilla, ajungând să lucreze ca perceptor de impozite, slujbă ce îi va atrage multe necazuri, deoarece el era însărcinat să meargă din casă în casă și să strângă impozitele, majoritatea destinate cheltuielilor pentru războaiele în care era implicată Spania. Este încarcerat în anul 1597 în Închisoarea Regală din Sevilla, în urma falimentului băncii unde Cervantes depozita impozitele. Scriitorul a fost acuzat de însușirea banului public, găsindu-se unele neregularități în calculele de care se făcea responsabil. Don Quijote a fost „conceput” chiar la închisoare, sau cel puțin asta a scris Cervantes în prefață, nefiind clar dacă a început sau nu să-l scrie în timp ce era încarcerat. Cealaltă detenție a lui Cervantes a fost una foarte scurtă, în Castro del Río (Córdoba).

Din 1604 se instalează la Valladolid (pe atunci Curtea Regală a lui Filip al III-lea al Spaniei), iar în 1605 reușește să publice prima parte din opera sa principală, „El ingenioso hidalgo don Quijote de la Mancha”. Ea a marcat începutul realismului ca estetică literară și a creat specia denumită roman modern, un roman polifonic, ce va avea o influență remarcabilă, prin cultivarea a ceea ce s-a numit „o scriere dezlănțuită”, în care artistul se poate manifesta „epic, liric, tragic, comic”, cu o aparentă ingenuitate parodiind toate genurile literare. A doua parte, „El ingenioso caballero don Quijote de la Mancha”, nu apare până în 1615. Ambele părți îi permit autorului să intre în istoria literaturii universale și îl transformă într-un autor canonic al literaturii occidentale, alături de Dante, Shakespeare, Michel de Montaigne sau Goethe. 

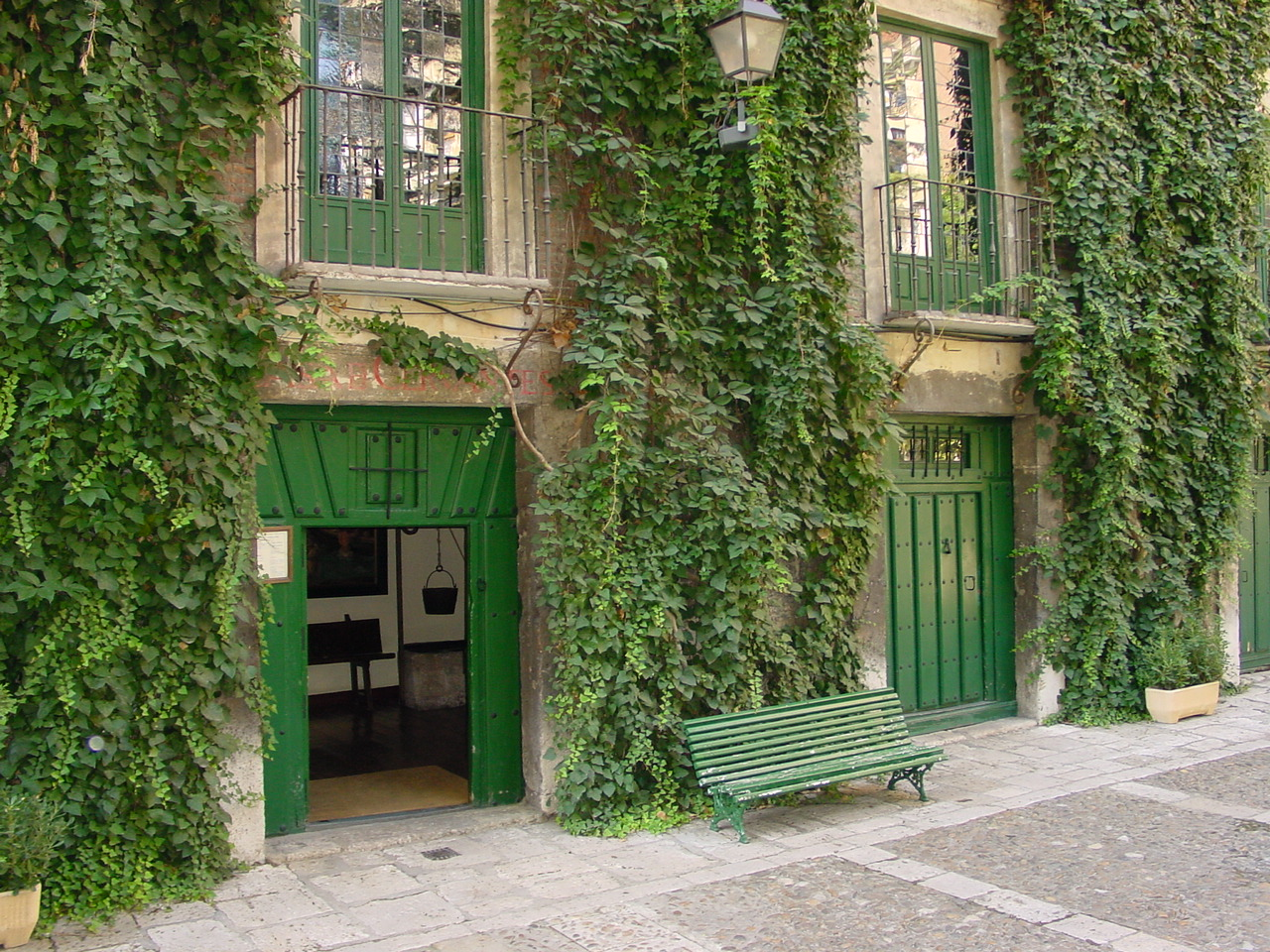
Casa din Valladolid în care a locuit Cervantes între 1604 și 1606, timp în care a publicat prima parte din „Don Quijote”

Între cele două părți ale lui Don Quijote apar, în 1613, „Nuvelele exemplare”. E vorba de o grupare de douăsprezece narațiuni scurte, unele dintre el compuse cu mulți ani înainte, ce dau dovadă de multă originalitate. În ele autorul explorează diferite formule narative, cum ar fi satira lucianescă („Colocviul câinilor”), nuvela picarescă („Rinconete și Cortadillo”), miscelaneul („El licenciado vidriera”) nuvela bizantină („Spaniola englezoaică”, „Amantul liberal”) sau chiar nuvela polițistă („Forța sângelui”). Pentru dintre ele, cum ar fi „El celoso extremeño” („Gelosul din Extremadura”), s-a păstrat o a doua variantă, revizuită de Cervantes. Ar fi fost de ajuns doar "Nuvelele exemplare" pentru ca Cervantes să fie recunoscut ca unul din marii autori de limbă castiliană.
Cervantes s-a ocupat de asemenea de critica literară. Aceasta apare în „Galatea”, în „Don Quijote” și într-o carte de sine stătătoare, „Viaje del Parnaso” („Călătoria Parnasului”), un lung poem pe bază de terține. În 1615 publică „Opt comedii și opt intermedii noi și niciodată reprezentate”, dar drama sa, astăzi foarte populară, „La Numancia”, precum și „El trato de Argel”, au rămas necunoscute până în secolul XVIII.
Influența lui Cervantes în literatura universală a fost atât de mare, încât limba spaniolă modernă a fost numită „limba lui Cervantes”.

## Opera

### Nuvela
Miguel de Cervantes a cultivat într-un stil original speciile narative obișnuite în a doua jumătate a secolului al XVI-lea : nuvela bizantină, nuvela pastorală, nuvela picarescă, nuvela „morisca” (în care se idealizează relațiile dintre mauri și creștini), satira lucianescă și miscelaneul. A reînnoit specia denumită „novela”, care însemna atunci o povestire scurtă, bazată nu pe retorică, ci pe studiul psihologic.
În ordine cronologică : 
- „La Galatea” (1585)
- „El ingenioso hidalgo don Quijote de la Mancha" (1605)
- „Novelas ejemplares” (1613)
- „Segunda parte del ingenioso caballero don Quijote de la Mancha” (1615)
- „Los trabajos de Persiles y Sigismunda” (1617)

La Galatea
„La Galatea” este primul roman al lui Cervantes, datând din 1585. Face parte din subspecia pastorală („o eglogă în proză”, după cum a numit-o autorul), foarte apreciată în timpul Renașterii. Precum în alte romane de acest tip (precum „La Diana” de Jorge de Montemayor), personajele principale sunt păstori idealizați, care își exprimă sentimentele în cadrul unui peisaj idealizat („locus amoenus”).
„La Galatea” se împarte în șase capitole, în care se dezvoltă o istorie principală și patru secundare, care încep în amurg și se termină noaptea, precum în eglogele tradiționale, dar, precum în poemele bucolice ale lui Virgiliu, fiecare păstor este de fapt o mască în spatele căreia se ascunde un personaj adevărat.
Don Quijote de la Mancha

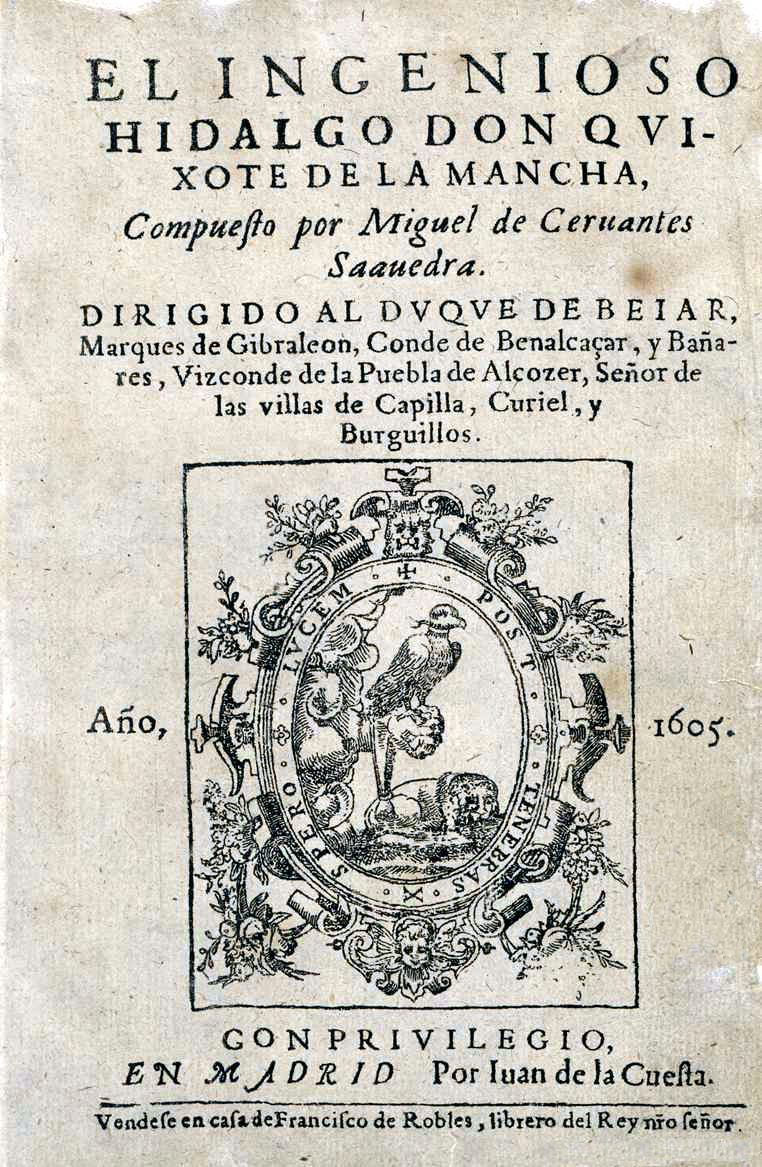
Coperta celei de-a patra ediții a lui „Don Quijote”

Este capodopera literaturii spaniole. Prima parte a apărut în 1605 și s-a bucurat de un mare succes din partea publicului. În curând s-a tradus în principalele limbi europene și în prezent este una din operele cu cele mai multe traduceri din lume.
La început, intenția lui Cervantes a fost de a combate popularitatea atinsă de cărțile cavalerești, satirizându-le prin povestea unui mic nobil din La Mancha care pierduse contactul cu lumea reală datorită lecturilor sale, crezându-se un cavaler în căutare de aventuri. Pentru Cervantes, stilul romanelor cavalerești era deplorabil, iar istoriile povestite absurde. Cu toate acestea, pe măsură ce opera avansa, Cervantes a trecut de la scopul său inițial la scopul de a reflecta societatea din timpul său și a medita asupra comportamentului uman. Ca și în „El licenciado Vidriera”, personajul principal, considerat de ceilalți nebun, se dovedește a fi mai aproape de adevăr, datorită nobleței gândirii și acțiunilor sale, decât persoanele considerate „normale”.
Novelas ejemplares
Au fost scrise între 1590 și 1612 și denumite inițial „Novelas ejemplares de honestísimo entretenimiento” („Nuvele exemplare pentru cel mai onest divertisment”). Deoarece există două versiuni ale operelor „Rinconete y Cortadillo” și „El celoso extremeño”, se presupune că Cervantes a introdus unele modificări cu scop moral, social și estetic (de unde și numele de „exemplare”). Cea mai veche versiune se găsește în așa-numitul manuscris „Porras de la Cámara”, o analogie de opere literare din cele mai diverse, între care și o operă atribuită în mod tradițional lui Cervantes, „La tía fingida” („Mătușa prefăcută”). Pe de altă parte unele schițe au fost inserate chiar în cadrul lui Don Quijote, precum „Curiosul impertinent” sau „Povestea deținutului”, cu elemente autobiografice. Se face aluzie de asemenea în Don Quijote la nuvela „Rinconete y Cortadillo”.
- La Gitanilla (Țigăncușa) - este cea mai lungă dintre nuvelele exemplare și e posibil să conțină mai multe elemente biografice, bazate pe viața unei rude îndepărtate a lui Cervantes; se bazează pe artificiul recunoașterii unui personaj abia la sfârșitul operei; e vorba despre o tânără de origine nobilă, răpită și apoi educată de către țigani, și despre un nobil care se îndrăgostește de ea și alege să ducă o viață tipică de țigan pentru a o cuceri; până la urmă, se descoperă tot și nuvela se termină cu bine, cei doi putând să se căsătorească.

- El amante liberal - este o nuvelă „morisca” unde este prezentă tema răpirii, cu povestea unui tânăr sicilian pe nume Ricardo.

- Rinconete y Cortadillo - este vorba de doi tineri care fug de acasă în căutarea unei vieți picarești, până ce ajung în Sevilla și sunt cooptați într-o asociație locală de tip mafiot, un sindicat al crimei ce îl are în frunte pe „fratele cel mare”, Monipodio. În numeroasele intermedii este prezentată viața oamenilor corupți, a hoților, a asasinilor plătiți sau a prostituatelor; cei doi tineri decid să scape din această lume.

- La española inglesa - o tânără spaniolă este răpită în timpul invaziei engleze de la Cádiz și apoi educată în Londra la curtea reginei Elisabeta I a Angliei, prezentată fără intenții rele. După ce consumă o băutura magică, tânăra își pierde podoaba capilară, dar totul se termină cu bine.

- El licenciado Vidriera - studentul sărac Tomás Rodaja pleacă la Salamanca împreună cu un nobil și își obține licența cu onoruri; călătorește prin diverse orașe italiene, dar își pierde mințile din cauza unui „filtru” (băutură cu puteri miraculoase) și începe să creadă că are corpul de sticlă („vidrio”) și e deosebit de fragil. Cu toate acestea, agerimea sa crește extraordinar și toată lumea se consultă cu el. Până la urmă își recapătă judecata, dar de aici înainte nu se mai duce nimeni la el pentru consultații sau ca să-l viziteze.

- La fuerza de la sangre - e o nuvelă de tip polițist, în care domnișoara violată (după ce fusese legată la ochi) reușește să reconstituie în mintea sa crima și violatorul este până la urmă prins și obligat să se căsătorească cu domnișoara, pentru a-i restitui onoarea.

- El celoso extremeño - e vorba de gelozia patologică a unui spaniol care a plecat în Indii ca să se îmbogățească, și, întors în Spania cu avere și cu o soție foarte tânără, o închide pe aceasta în casă, nelăsând nici un bărbat să treacă pragul casei sale; casa era păzită de un sclav negru. Seducătorul Loaysa cumpără tăcerea negrului, care adora muzica, cu o chitară pe care i-o dăruiește, și reușește să se culce alături de tânăra soție, fără să se întâmple însă nimic. Bătrânul, umilit, moare de inimă rea.

- La ilustre fregona - e vorba despre doi tineri care fug de acasă și ajung să o curteze pe o servitoare frumoasă a unui han, unul dintre ei având până la urmă succes.

- Las dos doncellas

- La señora Cornelia

- El casamiento engañoso - e vorba despre o pățanie a unui militar care se căsătorește cu o „domnișoară” în aparență onestă; aceasta însă, care fusese prostituată, îl părăsește după un timp, lăsându-i o boală venerică pe care trebuie să și-o trateze în spitalul Atocha, locul de desfășurare al următoarei nuvele.

- El coloquio de los perros - militarul, suferind de o febră puternică, ajunge să asiste noaptea la conversația între doi câini, Cipión și Berganza; primul îi povestește celuilalt viața sa, punând accent pe multele (și uneori nerușinatele) sale povești de dragoste, rămânând stabilit ca cel de-al doilea să-și povestească viața în ziua următoare. E operă bazată pe imaginație, precum cele ale lui Luciano de Samosata, contând cu prezentarea în intermediu a unor tipuri precum cel al păstorului sau al vrăjitoarei, amintind de nuvela picarescă.[16]

Los trabajos de Persiles y Sigismunda
Aceasta este ultima operă scrisă de Cervantes. Aparține subspeciei „nuvelă bizantină”. Pe 19 aprilie 1616, cu patru zile înainte de a muri, a scris în prefața dedicată contelui de Lemos următoarele trei versuri :
| În spaniolă (castiliană)                                                              | Traducere românească                                                           |
| ------------------------------------------------------------------------------------- | ------------------------------------------------------------------------------ |
| Puesto ya el pie en el estribo, con ansias de la muerte, gran señor, esta te escribo. | Cu piciorul pus în scară, și cu angustie de moarte, mare domn, asta îți scriu. |

Autorul știe că i-a rămas puțin timp de trăit și își ia rămas-bun de la prieteni; nu își face iluzii, deși i-ar plăcea să mai trăiască și să termine opere precum „Las semanas del jardín” („Săptămânile din grădină”), „El famoso Bernardo” și să scrie a doua parte a operei „La Galatea”. În cazul nuvelei bizantine, Cervantes are curaj să se întreacă chiar și cu Eliodor.
Nuvela, inspirată din cronica lui Saxo Grammático și a lui Olao Magno și din fanteziile lui Francisco de Torquemada din „Jardín de flores curiosas”, narează peregrinajul lui Persiles și a lui Sigismunda, doi principi nordici îndrăgostiți de logodnicele lor, care se recomandă tuturor pe unde trec ca frații Periandro și Auristela. Separați în urma a numeroase peripeții, cei doi călătoresc din nordul Europei până în Roma, trecând și prin Spania, cu scopul de a se purifica înainte de căsătorie.
Opera este importantă deoarece presupune o anumită îndepărtare a lui Cervantes de estetica realistă, cu elemente precum femeia care se aruncă dintr-o clopotniță și scapă nevătămată grație fustei sale, care se transformă într-un fel de parașută, sau ca personajele care pot prezice viitorul. Personajele principale pierd din claritatea conturului, deoarece adevăratul protagonist este un grup, din care fac parte și doi spanioli abandonați pe o insulă pustie, Antonio și fiul său, crescut pe insulă ca un fel de arcaș barbar, în plin contact cu Natura. Cervantes nu a mai apucat să corecteze ultimele pasaje ale cărții, care s-a bucurat de ceva succes la vremea ei, dar a căzut în uitare în secolul care a urmat.

### Poezie
Cervantes s-a străduit să ajungă un poet bun, deși spre sfârșitul vieții se îndoia de abilitățile sale, precum el însuși mărturisește în „Viaje del Parnaso” :
| În spaniolă (castiliană)                                                                                  | Traducere românească                                                                                 |
| --- | --- |
| Yo que siempre trabajo y me desvelo por parecer que tengo de poeta la gracia que no quiso darme el cielo. | Eu, cel ce muncește neîncetat pentru a părea că are harul de poet ce nu a vrut să-i dăruiască Cerul. |

S-au pierdut, sau n-au fost identificate încă, aproape toate poeziile care nu au fost incluse în nuvelele sau operele sale dramatice. Cervantes a afirmat că a compus multe romanțe, între care ținea foarte mult la unul despre gelozie. De altfel, către 1580 a participat, alături de poeți contemporani precum Lope de Vega, Góngora sau Quevedo la imitarea vechilor romanțe, ceea ce a dat naștere unei cărți intitulate „Romancero nuevo”, pentru a o diferenția de „Romancero viejo”, din secolul XV, operă cu caracter anonim.
Viaje del Parnaso
Unicul poem narativ de mai lungă întindere a lui Cervantes este „El viaje del Parnaso” („Călătoria Parnasului”), din 1614. E format din terține concatenate, prin intermediul cărora autorul critică pe anumiți poeți, pe alții îi satirizează, iar pe alții îi elogiază (de exemplu pe Góngora). Este inspirat din opera „Viaggio di Parnaso” a lui Cesare Caporali di Perugia și narează într-o formă autobiografică o călătorie la muntele Parnas, la bordul unei galere dirijată de Mercur, în care unii dintre poeții elogiați încearcă să-l apere față de poeții slabi. Reuniți pe munte cu Apollo, ies victorioși din bătălie și protagonistul reușește să se întoarcă acasă. Opera e completată de „Adjunta al Parnaso”, în care Pancracio de Roncesvalles îi înmânează lui Cervantes două epistole de la Apollo.

### Teatru
Datorită problemelor financiare, teatrul a fost marea vocație a lui Cervantes. De tânăr s-a simțit fascinat de această lume. Din păcate pentru el, succesul lui în acest domeniu a fost unul efemer și nu l-a ajutat prea mult din punct de vedere financiar. Asta deoarece a fost contemporan cu Lope de Vega, ale cărui formule dramatice, mai îndrăznețe și mai inovatoare, i-au făcut pe impresari să desconsidere comediile cervantine. Operele lui Cervantes urmăreau un scop moralizator, includeau personaje alegorice și se subordonau unității aristotelice de acțiune, timp și spațiu, în timp ce operele lui Lope rupeau această unitate și din punct de vedere moral erau mai lipsite de pudoare, iar versificația era mai variată și mai reușită.
Cervantes n-a putut trece niciodată peste acest eșec și și-a arătat dezgustul față de teatrul lui Lope de Vega în prima parte a lui „Don Quijote”, unde se poate observa o influență din teatru din cauza abundenței de dialoguri și de situații de tip intermediu. Și, într-adevăr, intermediul este specia dramatică unde geniul lui Cervantes strălucește în toată splendoarea sa, putându-se afirma că Cervantes este unul dintre marii autori ai acestei specii, alături de Luis Quiñones de Benavente și Francisco de Quevedo. Intermediile sale se caracterizează prin profunditatea psihologică a personajelor, un umor inimitabil și o tematică unitară și de o mai mare transcendență.
Că există o legătură între lumea teatrului și narațiunile lui Cervantes o demonstrează, de exemplu, faptul că tema din intermediul „El viejo celoso” („Bătrânul gelos”) se regăsește în nuvela exemplară „El celoso extremeño” („Gelosul din Extremadura”). În alte ocazii apar personaje de tip „Sancho Panza”, precum în intermediul „Elección de los alcaldes de Daganzo”, în care protagonistul este un degustător de vinuri la fel de bun ca Sancho din Don Quijote. Tema barocă a aparenței și realității se regăsește în „El retablo de las maravillas” („Catapeteasma minunilor”), unde adaptează povestirea medievală a lui don Juan Manuel, regele dezbrăcat, pentru a realiza o critică socială. „El juez de los divorcios” are o tentă autobiografică și are drept concluzie «más vale el peor concierto / que no el divorcio mejor» (e de preferat cel mai slab concert divorțului celui mai bun).
În ceea ce privește operele sale principale, teatrul lui Cervantes a fost prea puțin apreciat și reprezentat, cu excepția operei care reprezintă cea mai buna adaptare a tragediilor clasice : „El cerco de Numancia”(„Asediul de la Numancia”), unde se pune în scenă tema patriotică a sacrificiului colectiv, în fața asediului generalului Scipio Africanul. Foamea devine reprezentanta suferinței existențiale, intervenind de asemenea ființe alegorice, care profetizează viitorul glorios al Spaniei. Providența are același rol ca acela jucat în fuga lui Eneas din Troia incendiată. De inspirație patriotică sunt și unele comedii, cum ar fi „La conquista de Jerusalén” („Cucerirea Ierusalimului”), descoperită recent.

## Curiozități
- Se spune că Miguel de Cervantes și William Shakespeare au decedat în aceeași zi. Acest lucru este însă imposibil, deoarece, chiar dacă au murit în aceeași dată, în Marea Britanie se utiliza calendarul iulian, în timp ce în Spania se adoptase cel gregorian.
- Primul ministru israelit David Ben Gurion a învățat spaniolă pentru a putea citi „Don Quijote” în limba originală.
- Nu există imagini reale ale lui Cervantes. Există doar picturi bazate pe descrierile fizice pe care autorul însuși le-a sugerat în scrierile sale.